# Sminthopsinae
Sminthopsinae is een onderfamilie van buideldieren uit de familie der echte roofbuideldieren (Dasyuridae). De wetenschappelijke naam van de onderfamilie werd in 1982 gepubliceerd door Mike Archer.

## Indeling
De taxonomie van de geslachten Sminthopsis en Planigale is onzeker en zal in de toekomst moeten worden herzien. Verschillende bronnen hanteren andere indelingen waardoor het aantal soorten in deze onderfamilie tussen de 29 en 32 ligt.
- Onderfamilie Sminthopsinae
  - Geslachtengroep Sminthopsini
    - Geslacht Antechinomys
      - Australische buidelspringmuis (Antechinomys laniger) (Gould, 1856)
      - Antechinomys longicaudatus (Spencer, 1909)[3]

    - Geslacht Ningaui (Ningaui's)
      - Wongainingaui (Ningaui ridei) Archer, 1975
      - Ningaui timealeyi Archer, 1975
      - Ningaui yvonnae Kitchener, Stoddart & Henry, 1983

    - Geslacht Sminthopsis (Smalvoetbuidelmuizen)
      - Sminthopsis aitkeni Kitchener, Stoddart & Henry, 1984[a]
      - Sminthopsis archeri Van Dyck, 1986
      - Sminthopsis bindi Van Dyck, Woinarski, & Press, 1994
      - Sminthopsis boullangerensis Crowther et al., 1999[a]
      - Sminthopsis butleri Archer, 1979
      - Dikstaartsmalvoetbuidelmuis (Sminthopsis crassicaudata) (Gould, 1844)
      - Sminthopsis dolichura Kitchener, Stoddart, & Henry, 1984
      - Sminthopsis douglasi Archer, 1979
      - Sminthopsis froggatti (Ramsay, 1887)[b]
      - Sminthopsis fuliginosa (Gould, 1852)
      - Sminthopsis gilberti Kitchener, Stoddart, & Henry, 1984
      - Sminthopsis granulipes Troughton, 1932
      - Sminthopsis griseoventer Kitchener, Stoddart, & Henry, 1984[c]
      - Sminthopsis hirtipes Thomas, 1898
      - Sminthopsis leucopus (Gray, 1842)
      - Sminthopsis macroura (Gould, 1845)
      - Gewone smalvoetbuidelmuis (Sminthopsis murina) (Waterhouse, 1838)
      - Sminthopsis ooldea Troughton, 1965
      - Sminthopsis psammophila Spencer, 1895
      - Sminthopsis stalkeri Thomas, 1906[b]
      - Sminthopsis virginiae (de Tarragon, 1847)
      - Sminthopsis youngsoni McKenzie & Archer, 1982

  - Geslachtengroep Planigalini
    - Geslacht Planigale (Platkopbuidelmuizen)
      - Planigale gilesi Aitken, 1972
      - Platkopbuidelmuis (Planigale ingrami) (Thomas, 1906)
      - Planigale maculata (Gould, 1851)
      - Planigale novaeguineae Tate & Archbold, 1941
      - Planigale tenuirostris Troughton, 1928